# Gucheng (köpinghuvudort i Kina, Jiangsu Sheng, lat 31,31, long 118,97)
Gucheng (kinesiska: 固城) är en köpinghuvudort i Kina. Den ligger i provinsen Jiangsu, i den östra delen av landet, omkring 86 kilometer söder om provinshuvudstaden Nanjing. Antalet invånare är 41 637. Befolkningen består av 18 527 kvinnor och 23 110 män. Barn under 15 år utgör 11,0 %, vuxna 15-64 år 76 %, och äldre över 65 år 12,0 %.
Runt Gucheng är det tätbefolkat, med 286 invånare per kvadratkilometer.  Trakten runt Gucheng består till största delen av jordbruksmark.
Genomsnittlig årsnederbörd är 1 538 millimeter. Den regnigaste månaden är juli, med i genomsnitt 254 mm nederbörd, och den torraste är december, med 48 mm nederbörd.